# Rafael Tolói
Rafael Tolói (ur. 10 października 1990 w Glória d’Oeste) – włoski piłkarz brazylijskiego pochodzenia występujący na pozycji obrońcy we włoskim klubie Atalanta oraz w reprezentacji Włoch. Wychowanek Goiás, w trakcie swojej kariery grał także w takich zespołach, jak São Paulo oraz Roma. Młodzieżowy reprezentant Brazylii